# Cherokee

Bandiera della 'Cherokee Nation of Oklahoma'

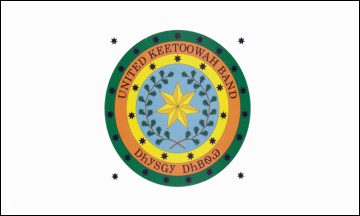
Bandiera della 'United Keetoowah Band of Cherokee Indians'

I Cherokee o Tsalagi (pron. [ˈʧɛroki] o, meno consigliata, [ʧeroˈki]; ᏣᎳᎩ, Tsa-la-gi [tsalaɡi]~[ʧalaki] o ᎠᏂᏴᏫᏯ, A-ni-yv-wi-ya, /ɐnijəwijɐ/ in lingua cherokee) sono un popolo nativo americano del Nord America che al tempo del primo contatto con gli europei nel XVI secolo abitava nelle terre orientali e sud-orientali degli attuali Stati Uniti finché non fu costretto a spostarsi forzatamente nell'altopiano d'Ozark negli anni 1838-39, nonostante le proteste del generale Wool, poi dimessosi, nonché da parte di intellettuali come Ralph Waldo Emerson che scrisse personalmente una lettera al presidente Van Buren. I Cherokee erano una delle cosiddette Cinque tribù civilizzate.

## Collocazione e denominazione
Negli Stati Uniti ci sono tre nazioni distinte, riconosciute dal governo statunitense, che sono di retaggio Cherokee. Due delle bande dei nativi Cherokee riconosciuti dal governo degli Stati Uniti (per un totale più di 250.000 persone) hanno la sede a Tahlequah, Oklahoma (la Nazione Cherokee ed anche la United Keetoowah Band) e un'altra ha la sede a Cherokee, Carolina del Nord (la Eastern Band). Altre tribù riconosciute solo dai loro propri Stati si trovano in Georgia, Missouri (la 'Northern Cherokee of the Old Louisiana Territory') e Alabama. Altre organizzazioni cherokee non riconosciute si trovano in Arkansas, Missouri e Tennessee.
Un documentario di KJRH-TV del 1984, "Spirit of the Fire" (it: Spirito del Fuoco) indagava sulla storia dei Cherokee e sulle loro cerimonie e rituali tradizionali praticati e preservati anche dopo il loro arrivo in Oklahoma. Redbird Smith fu un eminente membro del popolo Cherokee e contribuì a rivitalizzarne la cultura a partire dai primi anni del XX secolo. Le principali danze cerimoniali dei Cherokee sono sette.
Il termine "Cherokee" può essere dovuto al nome della lingua cherokee, "Tsalagi" (ᏣᎳᎩ), passato foneticamente al portoghese (o più probabilmente ad un dialetto barranquenho, visto che Hernando de Soto era dell'Estremadura) come chalaque, al francese come cheraqui e all'inglese come cherokee.
Prima del "Trail of Tears" vi erano tre dialetti di Cherokee, fra essi due non avevano il suono della "r". Oggi i due dialetti di cherokee non contengono nessun suono simile alla "r" e così la parola cherokee, quando viene pronunciata dai parlanti nativi è espressa come Tsa-la-gi (pronunciata Già-la-ghi o Cia-la-ghi), dato che questi suoni assomigliano molto a quelli del termine "cherokee" nella loro lingua materna. Un gruppo di Cherokee del Sud parlava un dialetto locale in cui era presente anche un suono "r" molto pronunciato, derivante probabilmente dai contatti con gli europei (sia francesi che spagnoli) in Georgia ed Alabama durante i primi anni del XVIII secolo. L'antico dialetto A-ni-ku-ta-ni ed altri dialetti dell'Oklahoma non contengono infatti nessun suono di tipo "r".
Il termine "Cherokee" è una parola mutuata dalla lingua commerciale dei Choctaw e deriva precisamente dalla parola "Cia-la-ki" che significa "coloro che vivono sulle montagne" o "coloro che vivono nelle caverne". Il nome con cui inizialmente i Cherokee definivano sé stessi era A-ni-yv-wi-ya (ovvero "le persone"). Comunque i moderni Cherokee definiscono loro stessi Cherokee o Tsalagi.

## Linguaggio e sistema di scrittura

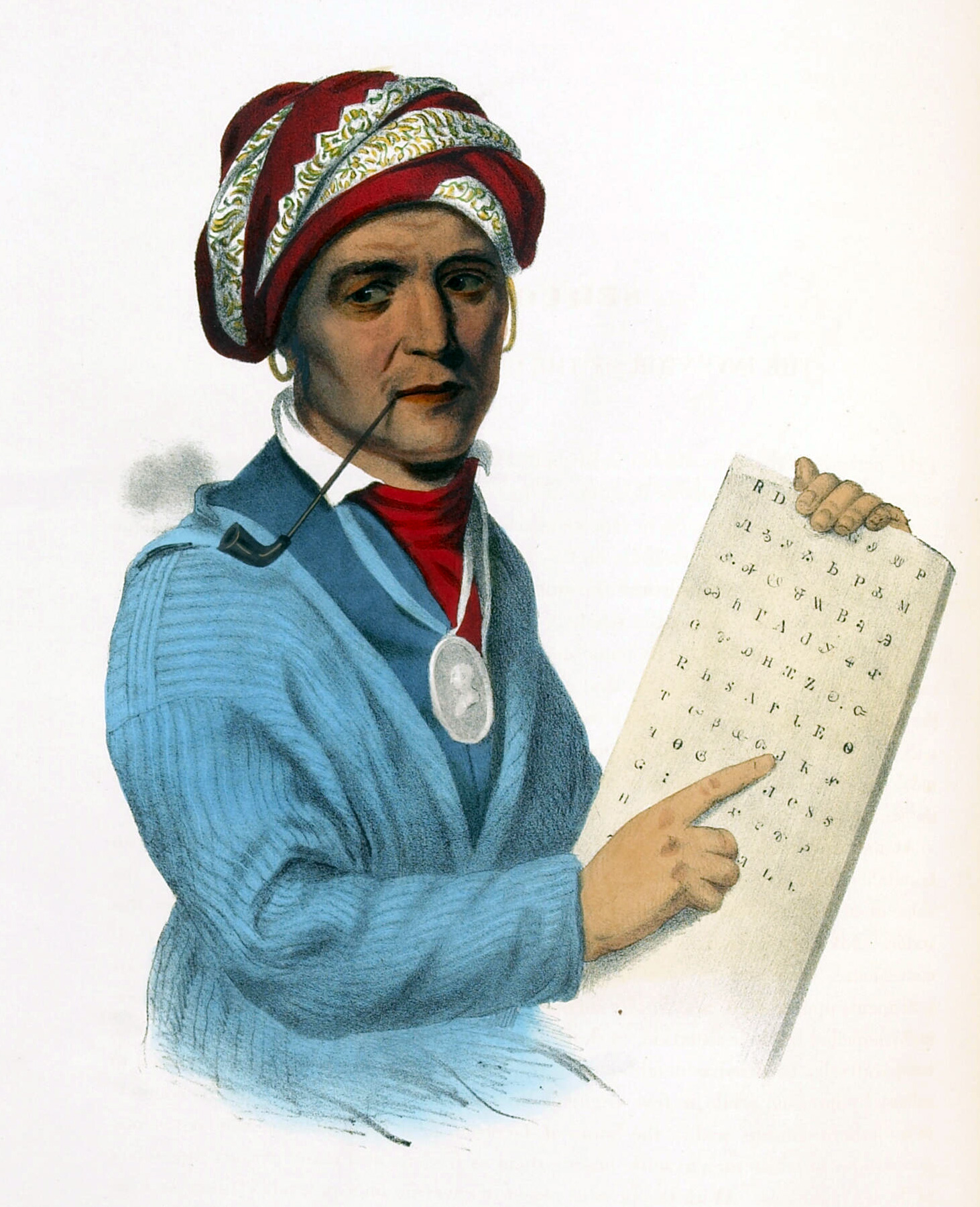
Sequoyah, uno dei primi Cherokee occidentalizzati, scrisse un sillabario della lingua Cherokee

I Cherokee parlano una lingua irochese che è polisintetica e viene scritta tramite un sillabario inventato da Sequoyah nel XIX secolo. Oggi si ritiene che sia esistito un sillabario più antico precedente a quello di Sequoyah che può aver ispirato il suo lavoro. Essa possiede una morfologia verbale estremamente complessa, poiché i verbi cherokee, tenendo conto di tutte le combinazioni possibili degli affissi, possono avere ben 21.262 forme flesse ciascuno.
Durante gli ultimi anni molte persone hanno cercato di trascrivere la lingua Cherokee con il computer, usando spesso font incompleti. Da quando invece le sillabe cherokee sono state aggiunte al sistema Unicode questa lingua ha potuto diffondersi anche su Internet.

## Miti e leggende
Malinowski definì il mito come una realtà vissuta, accaduta in tempi primordiali e che perdura tanto da influenzare il mondo e i destini umani.
Tra i Cherokee, così come in tutte le etnie indiane, non esistono fratture tra i vari aspetti del comportamento umano, anzi vi è una correlazione fra religione, arte, scienza, politica. Il mito è necessario proprio come collante culturale, quando descrive le origini del mondo, dei riti sacri, delle arti, e delle attività quotidiane.
Quindi i miti fondamentali riguardano il tema della creazione, la nascita della conoscenza, i fenomeni del cielo e gli eventi naturali (stagioni, notti, giorni, piogge, ecc.), la morte e l'aldilà.
I temi cari ai Cherokee sono evidenziati nel racconto "La figlia del Sole" in cui emergono argomenti presenti in tutta la mitologia astrale indiana, come il conflitto tra Sole-donna e Luna-uomo, rispettivamente sorella e fratello, il ruolo ambiguo del Sole donatore di luce ma anche di buio, di vita e di morte.
Sono presenti insegnamenti sull'origine delle abitudini e dei comportamenti come per esempio la trasformazione del serpente a sonagli da essere impetuoso a rettile calmo, o il valore propedeutico-spirituale della danza, tale da incantare e rasserenare persino una divinità.
In altri racconti mitologici, come "L'uomo del ghiaccio", i Cherokee antropomorfizzano i fenomeni naturali assegnando loro sembianze di uomini anziani e saggi, in grado di intervenire per risolvere i problemi impellenti. Anche fenomeni angosciosi come i decessi improvvisi per malattie rare, sconosciute agli sciamani, trovano spiegazione in figure mitologiche come il demone dal dito di ferro.
Tra le credenze in uso presso i Cherokee, vi è quella di utilizzare il cordone ombelicale del neonato, a fini propiziatori; nel caso di un figlio maschio, il cordone viene appeso su un albero, affinché il nascituro diventi, da grande, un cacciatore; se la madre partorisce una femmina, il cordone viene seppellito sotto un mortaio, augurandosi che da grande impari a preparare bene il pane.
Infine, alcune leggende Cherokee riconducono l'origine della cultura e del popolo Cherokee all'ammasso stellare delle Pleiadi.

## Arte
L'arte si può suddividere in alcuni periodi:
- Periodo litico: denominato anche paleoindiano, ha lasciato tracce con resti di pietra levigata e scheggiata oltre al passaggio di elementi magico-sciamanici in religiosi-sciamanici;
- Periodo arcaico (3000 a.C.-1000 a.C.): in questa fase sono state prodotte armi, ceramiche decorate con motivi geometrici, manufatti di rame;
- Periodo delle foreste;
  - Adena (IX secolo a.C.-III secolo a.C.): i mounds, ossia grandi costruzioni dalla forma variegata eretti come sepolcri collettivi oppure raffiguranti uccelli stilizzati, avevano uno scopo cimiteriale. Era già presente il calumet raffigurato e scolpito in vari punti del mounds;
  - Hopewell (III secolo a.C.-800 d.C.): i mounds diventano più complessi e si sono ritrovati resti di ornamenti, incisioni su conchiglie, statuette di terracotta antropomorfe e decorazioni pittoriche;
  - Mississippi: 
    - Temple Mound 1 (900-1200 d.C.): è la fase "rinascimentale" per i Cherokee, nella quale i mounds vengono utilizzati come templi. Nelle decorazione appare il motivo dell'uomo-falco, del serpente alato e dell'orso. Migliora la qualità delle coppe e delle ceramiche. Si sviluppano statuette di antenati e pipe raffiguranti animali simbolici;
    - Temple Mound 2 (1200-1700 d.C.): intorno al 1200 i motivi, le tecniche conoscono un forte sviluppo culminate nel "Complesso del Cerimoniale" che richiedeva abiti particolari, decorati e arricchiti di perline e di penne, maschere e sculture di legno;
- Periodo recente (XVIII fino ad oggi): i contatti con "l'uomo bianco" alterano l'evoluzione artistica. Si producono maschere a sfondo religioso e caricaturale. Continua la produzione di pipe e l'acconciatura di pelli decorate. Spiccano i canestri di legno e gli abiti con aculei di porcospino. Si introduce la lavorazione dell'argento con placchette inserite su cinture.